# Malthinus vonschulthessi
Malthinus vonschulthessi es una especie de coleóptero de la familia Cantharidae.

## Distribución geográfica
Habita en Bután.